# Loxosomella cochlear
Loxosomella cochlear är en bägardjursart som först beskrevs av Schmidt 1876.  Loxosomella cochlear ingår i släktet Loxosomella och familjen Loxosomatidae. Inga underarter finns listade i Catalogue of Life.